# Tyrese Rice
Tyrese Rice (* 15. Mai 1987 in Richmond, Virginia) ist ein ehemaliger montenegrinisch-US-amerikanischer Basketballspieler.
Mit dem israelischen Verein Maccabi Tel Aviv gewann Rice 2014 eine Triple Crown aus nationalem Double und EuroLeague-Sieg, wobei er bei letzterem als MVP des Final-Four-Turniers ausgezeichnet wurde. Diese Auszeichnung bekam er im Trikot von BK Chimki 2014/15 als bester Spieler des Eurocup über die gesamte Saison sowie zusätzlich der Finalserie, als die russische Mannschaft in den beiden Endspielen überlegen den Titel gewann. In der deutschen Bundesliga kam er auf insgesamt 120 Einsätze.

## Karriere
Rice wechselte 2005 nach seinem Abschluss an der L.C. Bird High School im Chesterfield County (Virginia) am Rande von Richmond zum Studium an das Boston College in Chestnut Hill (Massachusetts). Dort spielte er für die Hochschulmannschaft Eagles in der Atlantic Coast Conference (ACC) der NCAA. Im ersten Jahr erreichte Rice zusammen mit unter anderem dem späteren NBA-Profi Jared Dudley das Meisterschaftsfinale der ACC, das gegen die renommierten und landesweit an erster Stelle gesetzten Blue Devils der Duke University mit zwei Punkten Unterschied verloren ging. In der landesweite Endrunde der NCAA 2006 erreichte man das Achtelfinale Sweet Sixteen, in dem man gegen die landesweit an Nummer 3 gesetzten Wildcats der Villanova University nach Verlängerung unterlag. Bis auf 2008 erreichte man auch im Folgenden die NCAA-Endrunde, schied jedoch bei einer Zweitrundenniederlage 2007 und einer Erstrundenniederlage 2009 jeweils frühzeitig aus. Rice erzielte für das Boston College innerhalb von vier Jahren insgesamt 2099 Punkte und durchschnittlich knapp 16 Punkten pro Spiel und wurde, nachdem er in seiner Debütsaison bereits in die Auswahl der besten Freshmen der ACC gewählt worden war, dreimal hintereinander in die Auswahl der zehn besten Spieler der ACC ins „First Team“ oder „Second Team“ der Conference berufen.
Nachdem Rice im Draftverfahren 2009 für die NBA nicht ausgewählt worden war, begann er seine Karriere in Europa bei Panionios Athen in der griechischen A1 Ethniki. Panionios erreichte als Hauptrundenachter gerade so eben die Play-offs um die griechische Meisterschaft 2010, in denen man in der ersten Runde gegen Serienmeister Panathinaikos Athen ausschied. Für die folgende Spielzeit 2010/11 wechselte Rice in die deutsche Bundesliga zu den Artland Dragons. Die Quakenbrücker erreichten das Halbfinale um die deutsche Meisterschaft, in der man knapp in fünf Spielen Titelverteidiger Brose Baskets unterlegen war. Rice wurde zum BBL All-Star Game 2011 eingeladen und stellte am 26. Spieltag mit einem Effektivitätswert von 43 die Saisonbestmarke in dieser Kategorie auf. Am Ende der Spielzeit in das „BBL-All-Second Team“ unter die besten zehn Spieler der Saison berufen.
Für die Spielzeit 2011/12 wechselte Rice nach Litauen zu Lietuvos rytas Vilnius. Zu Beginn der Spielzeit verlor man das Endspiel in der Qualifikation für den höchsten europäischen Vereinswettbewerb EuroLeague vor eigenem Publikum gegen Galatasaray Istanbul und startete daraufhin im Eurocup, in der man als zweimaliger Pokalgewinner erneut das Final-Four-Turnier erreichte. Nach einer Halbfinalniederlage gegen Valencia Basket Club gewann man das Spiel um den dritten Platz gegen Spartak St. Petersburg. In den nationalen Wettbewerben und in der Baltic Basketball League musste der Verein erneut Dauerrivale Žalgiris Kaunas den Vortritt lassen. Einzig in der VTB United League konnte man sich vor Kaunas platzieren, verlor aber das Halbfinale dieses Wettbewerbs gegen den russischen Serienmeister ZSKA Moskau. Das kleine Finale gegen Lokomotive Kuban Krasnodar konnte man dann wieder für sich entscheiden und belegte einen dritten Platz in diesem osteuropäischen Wettbewerb. Für die darauffolgende Spielzeit 2012/13 wechselte Rice zusammen mit seinem Mannschaftskameraden Lawrence Roberts zum deutschen Erstligisten Bayern München, der jedoch im Vorfeld auf eine Teilnahme an europäischen Vereinswettbewerben verzichtet hatte. Rice wurde in seiner zweiten Saison in Deutschland erneut ins „All-BBL Second Team“ unter die zehn besten Spieler der abgelaufenen Spielzeit gewählt.
Nach nur einem Jahr in München verließ Rice Deutschland wieder und wechselte nach Israel zu Maccabi Tel Aviv. Im Juli 2013 erhielt er die montenegrinischen Staatsbürgerschaft und nahm daraufhin mit Montenegro an der Europameisterschaft 2013 teil (2017 gehörte er erneut zum EM-Aufgebot Montenegros). In der Saison 2013/14 erreichte Rice mit Maccabi das Endspiel der EuroLeague. Dieses gewann er mit seiner Mannschaft mit 98:86. Rice war der überragende Akteur des Endspiels und erzielte 26 Punkte. Im Anschluss an das Finale wurde er zum MVP des Final Four gekürt. Nach dem Titel im israelischen Pokalwettbewerb gewann man zum Saisonabschluss auch noch zum 51. Mal die israelische Meisterschaft und damit eine Triple Crown. Ein Jahr später gewann Rice im Trikot von BK Chimki einen weiteren europäischen Titel, als man Sieger des Eurocups wurde. Die Mannschaft bestimmte die Endspiele gegen den spanischen Vertreter Herbalife Gran Canaria, Rice wurde, nachdem er zum MVP der Eurocup-Saison ernannt worden war, auch als bester Spieler der Finalspiele ausgezeichnet.
Von 2016 bis zum Januar 2018 spielte Rice für den FC Barcelona in der spanischen ACB und in der EuroLeague, ehe er in China bei den Shenzhen Leopards einen Vertrag bis zum Saisonende unterschrieb. Im Anschluss unterzeichnete er einen Vertrag bei Brose Bamberg für die Saison 2018/19. Mit der Mannschaft trat er in der Bundesliga und in der Champions League an. In der Bundesliga war er mit 15,9 Punkten pro Spiel bester Bamberger Korbschütze des Spieljahres 2018/19, des Weiteren bereitete er je Begegnung statistisch 6,4 Korberfolge von Mannschaftskollegen vor, auch das war Bamberger Höchstwert in dieser Saison. In der Champions League kam er auf 16,4 Punkte pro Partie und wurde als bester Spieler der Saison in dem europäischen Vereinswettbewerb ausgezeichnet.
Anfang Juli 2019 wurde Rice von der griechischen Spitzenmannschaft Panathinaikos Athen unter Vertrag genommen. Er stand mit Panathinaikos auf dem ersten Tabellenplatz der griechischen Liga, als das Spieljahr aufgrund der COVID-19-Pandemie abgebrochen wurde und den Athenern der Meistertitel zugesprochen wurde.
Im August 2020 wurde er von AEK Athen geholt, um die Mannschaft beim Endturnier der Champions League zu verstärken, das wegen der COVID-19-Pandemie in geänderter Form stattfand. Er erreichte mit AEK das Endspiel des Wettbewerbs, verlor dieses jedoch. Rice war mit 17 Punkten bester Korbschütze der Athener.

## Privates
Tyrese Rice ist alleinerziehender Vater eines Sohnes.

## Erfolge
- EuroLeague-Sieger: 2014
- ULEB-Eurocup-Sieger: 2015
- Israelischer Meister: 2014
- Griechischer Meister: 2020
- Israelischer Pokalsieger: 2014
- MVP des Euroleague Final Four 2014
- MVP des israelischen Meisterschaftsfinales 2014
- MVP der Regular Season Eurocup 2014/15
- MVP der Finalspiele Eurocup 2015
- BBL-Pokal-Sieger: 2019
- Bester Spieler der Champions-League-Saison 2018/19